# Korte Vliet
De Korte Vliet was een watergang tussen de Nederlandse plaatsen Leiden en Voorschoten, die verbonden was met de Oude Rijn. In 1960 werd de Korte Vliet vergraven tot het Korte Vlietkanaal, zodat het scheepvaartverkeer niet meer door Leiden hoefde te varen. Achter de huizen aan de Voorschotense Leidseweg is nog een restant van de oude loop van de watergang aanwezig.